# Réserve naturelle nationale des rochers et tourbières du pays de Bitche
La réserve naturelle nationale des rochers et tourbières du pays de Bitche (RNN141) est une réserve naturelle nationale située dans la région Grand Est. Créée le 15 mai 1998 pour la conservation du patrimoine naturel et de la biodiversité du pays de Bitche dans les Vosges du Nord, elle occupe une surface de 355,242 ha.

## Localisation

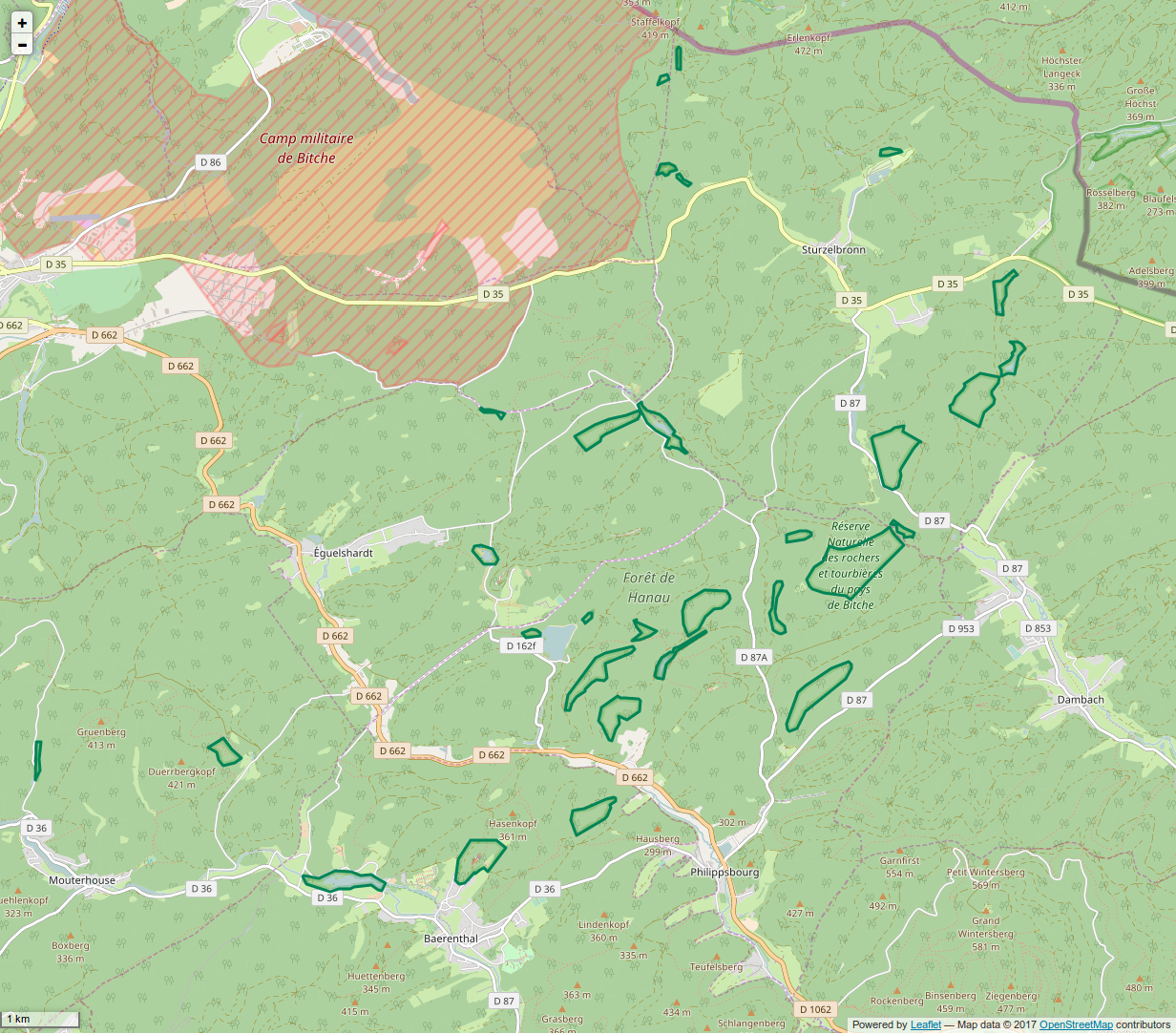
Périmètres de la réserve naturelle.

Elle est située au sein du Parc naturel régional des Vosges du Nord, en Moselle sur les communes de Baerenthal, Bitche, Eguelshardt, Mouterhouse, Philippsbourg, Roppeviller et Sturzelbronn.

## Histoire du site et de la réserve
Dès le XIXe siècle puis au début du XXe siècle, des naturalistes ont parcouru la région et relevé le grand intérêt biologique de certaines tourbières. À la fin des années 1970, des études réaffirment l'intérêt de ces mêmes sites à la suite de relevés botaniques. Les premières mesures de protection (APPB, RBD, RNV) interviennent dans les années 1980. Le faucon pèlerin fait également l'objet de suivis à cette époque. Au début des années 1990, le PNR élabore un dossier de classement en Réserve naturelle nationale.

## Écologie (Biodiversité, intérêt écopaysager…)

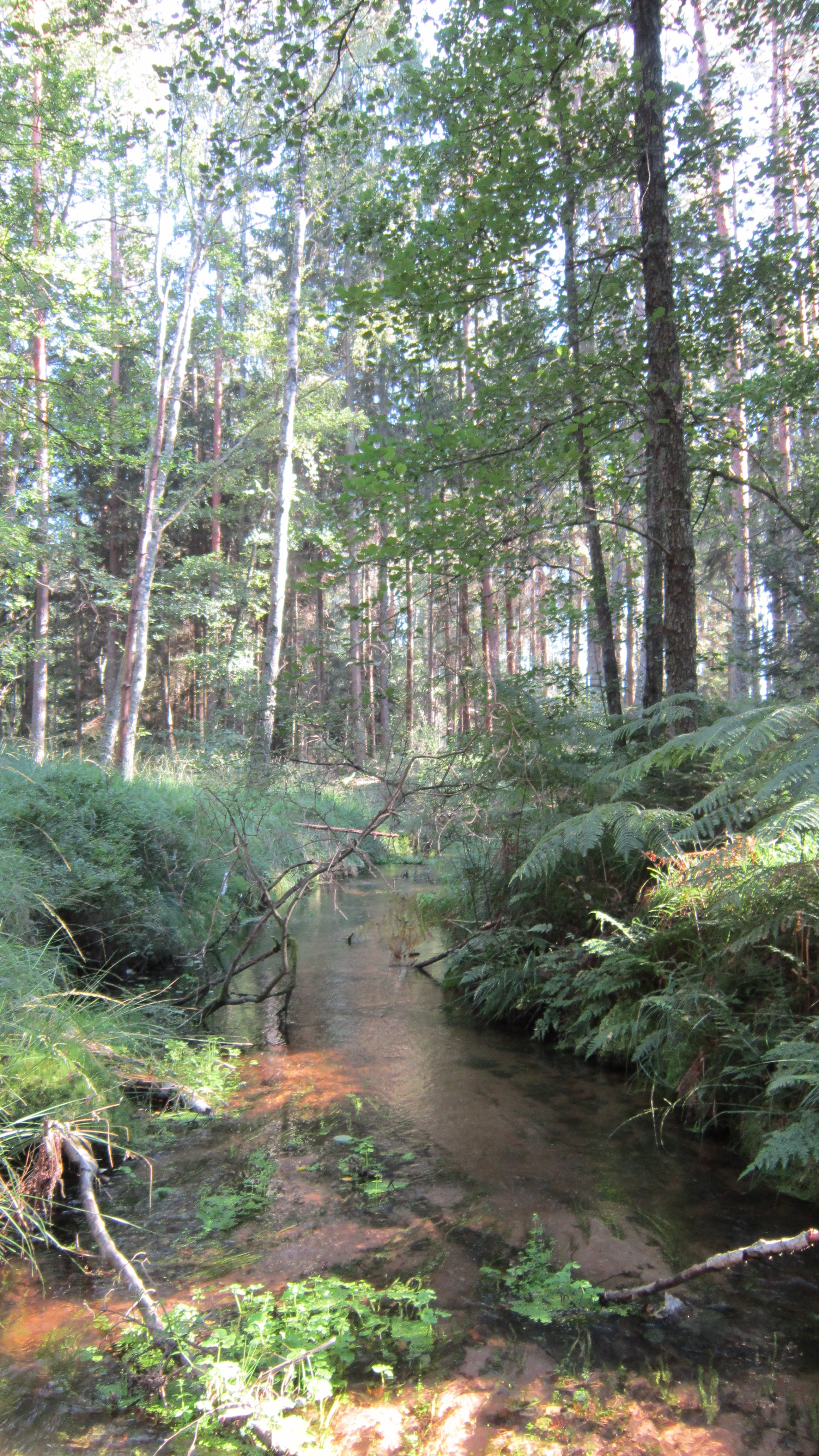
Le Schwarzbach à Sturzelbronn

Incluse dans la cuvette de Neunhoffen entre 220 m et 400 m d'altitude, au cœur des forêts du pays de Bitche (chêne sessile, hêtre et pin sylvestre dominants), exclusivement sur grès vosgien (Buntsandstein, la réserve naturelle, traversée de cours d'eau oligotrophes acides, protège un ensemble de 26 sites disjoints (réserve éclatée) correspondants aux milieux marginaux de crête ou de fond de vallée tels que :
- des complexes tourbeux souvent associés à des étangs,
- des forêts humides,
- des barres rocheuses de grès vosgien[2]

La superficie de chaque site varie de 0,9 ha à 65 ha :
- 19 sites appartiennent à l'État en forêt domaniale, généralement classés en réserves biologiques (8 dirigées et 1 intégrale) ou en APPB (7 secteurs) avant la création de la réserve nationale,
- 6 sites sont privés en forêt Pimodan Pillet-Will, dont 5 correspondent à l'ancienne Réserve naturelle volontaire de Dietrich - Pays de Bitche,
- 1 site est communal, le Schmalenthalerweiher (étang de Schmalenthal, sur la commune de Baerenthal), également une ancienne réserve naturelle volontaire.

Sur son territoire, les tourbières acides à affinité continentale évoluant en forêts de pins sylvestres sur tourbe sont uniques en Europe occidentale et très sensibles aux moindres perturbations écologiques. Elles hébergent des espèces très spécialisées telles que les droséras, petites plantes carnivores ou encore la magnifique et rarissime Calla des marais.
Les tourbières ont deux origines possibles : l'une naturelle (postglaciaire) et l'autre humaine (Moyen Âge). Celles-ci se forment par accumulation des sphaignes en milieu humide et sans oxygène.

### Flore

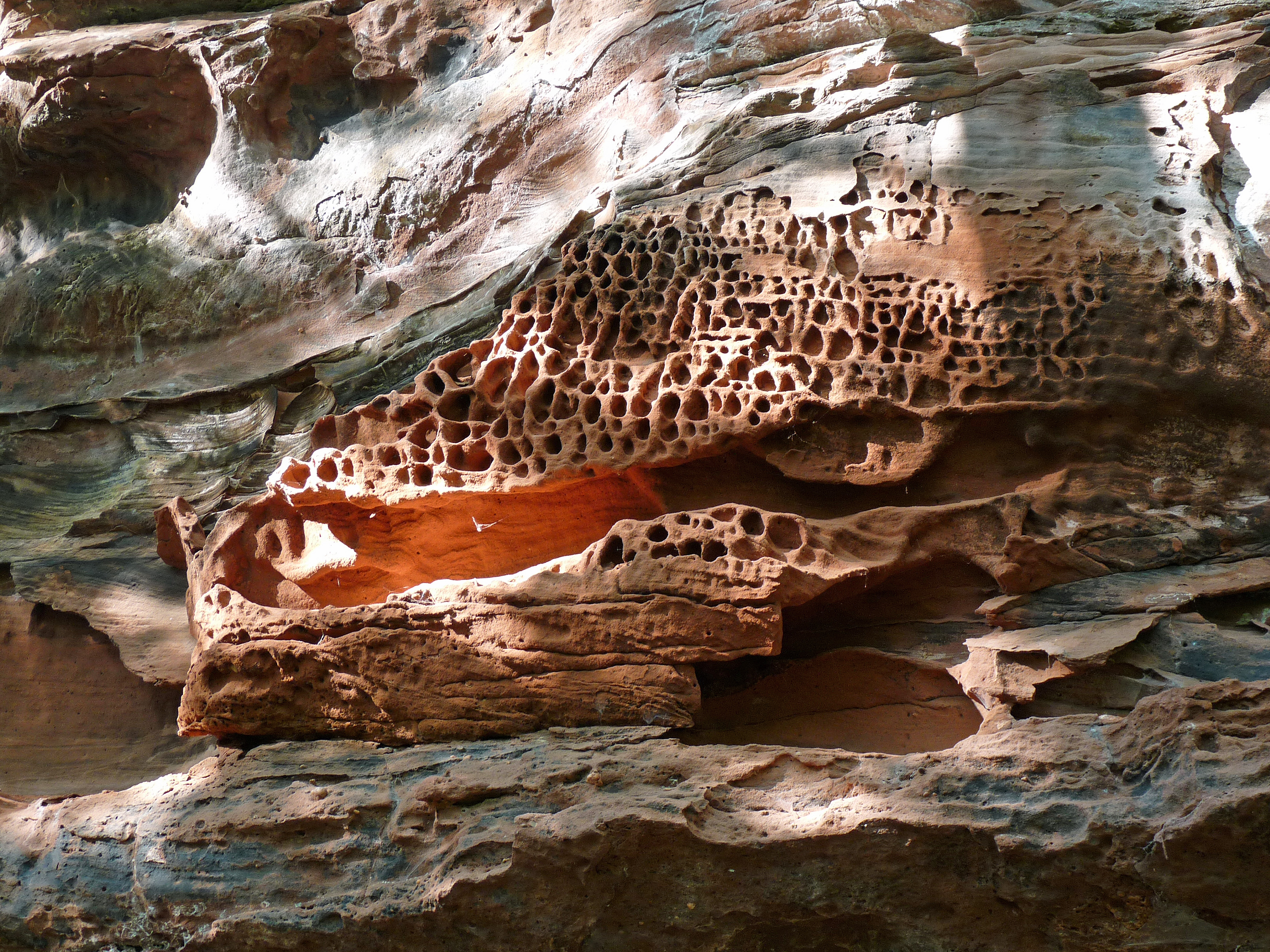
Érosion du grès à l'Erbsenfelsen

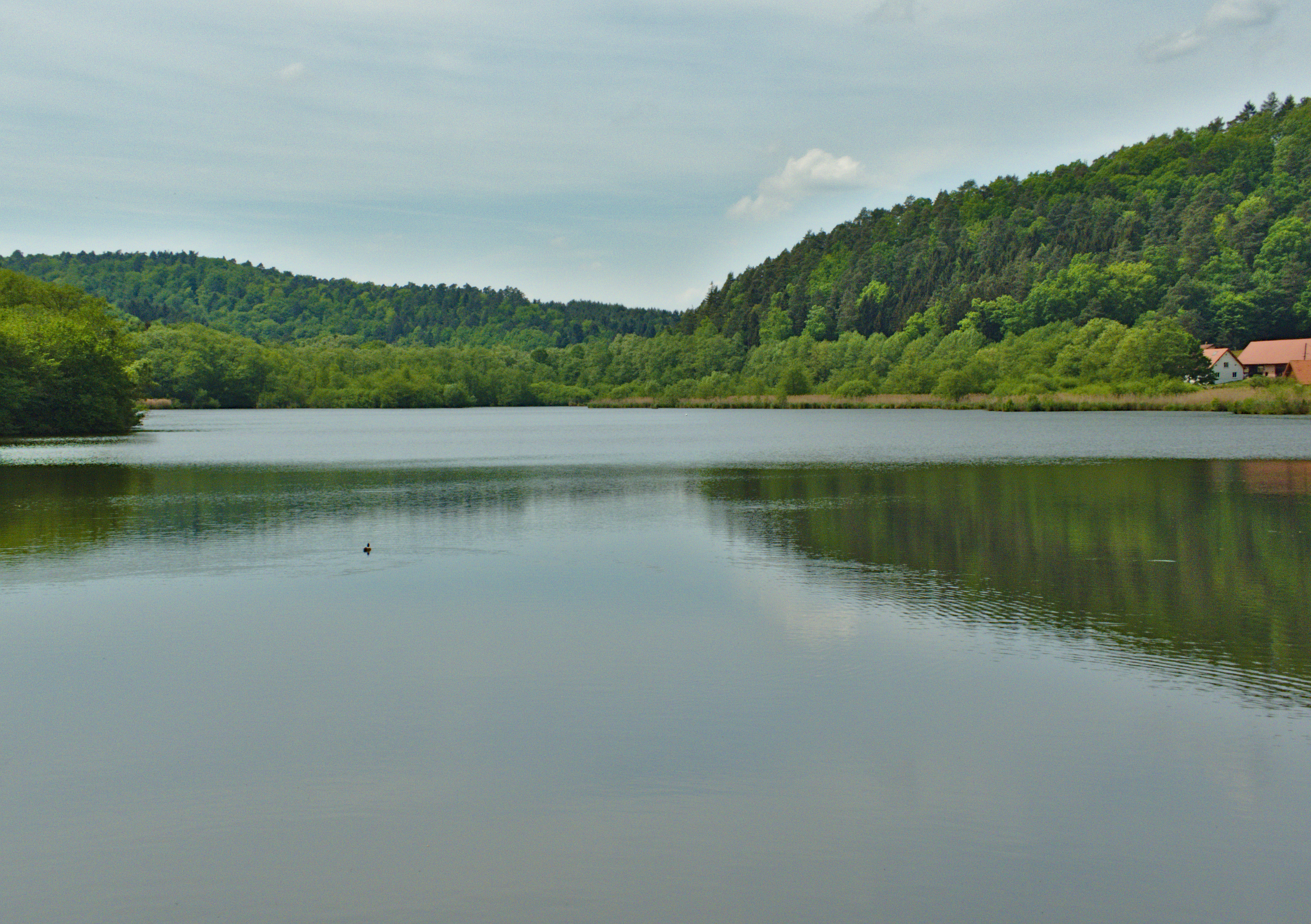
Étang dit Schmalenthalerweiher

L'originalité des tourbières réside dans leur caractère continental et leur flore particulière. Parmi les plantes typiques : les droséra à feuilles rondes (Drosera rotundifolia) et intermédiaire (Drosera intermedia), aux propriétés carnivores, la canneberge, le lycopode inondé qui se développe souvent sur la tourbe décapée, les linaigrettes à feuilles étroites (Eriophorum polystachion) et vaginées (Eriophorum vaginatum) et les rhynchospores blanc et brun.
La réserve protège aussi d'impressionnantes falaises de grès rose.

### Faune

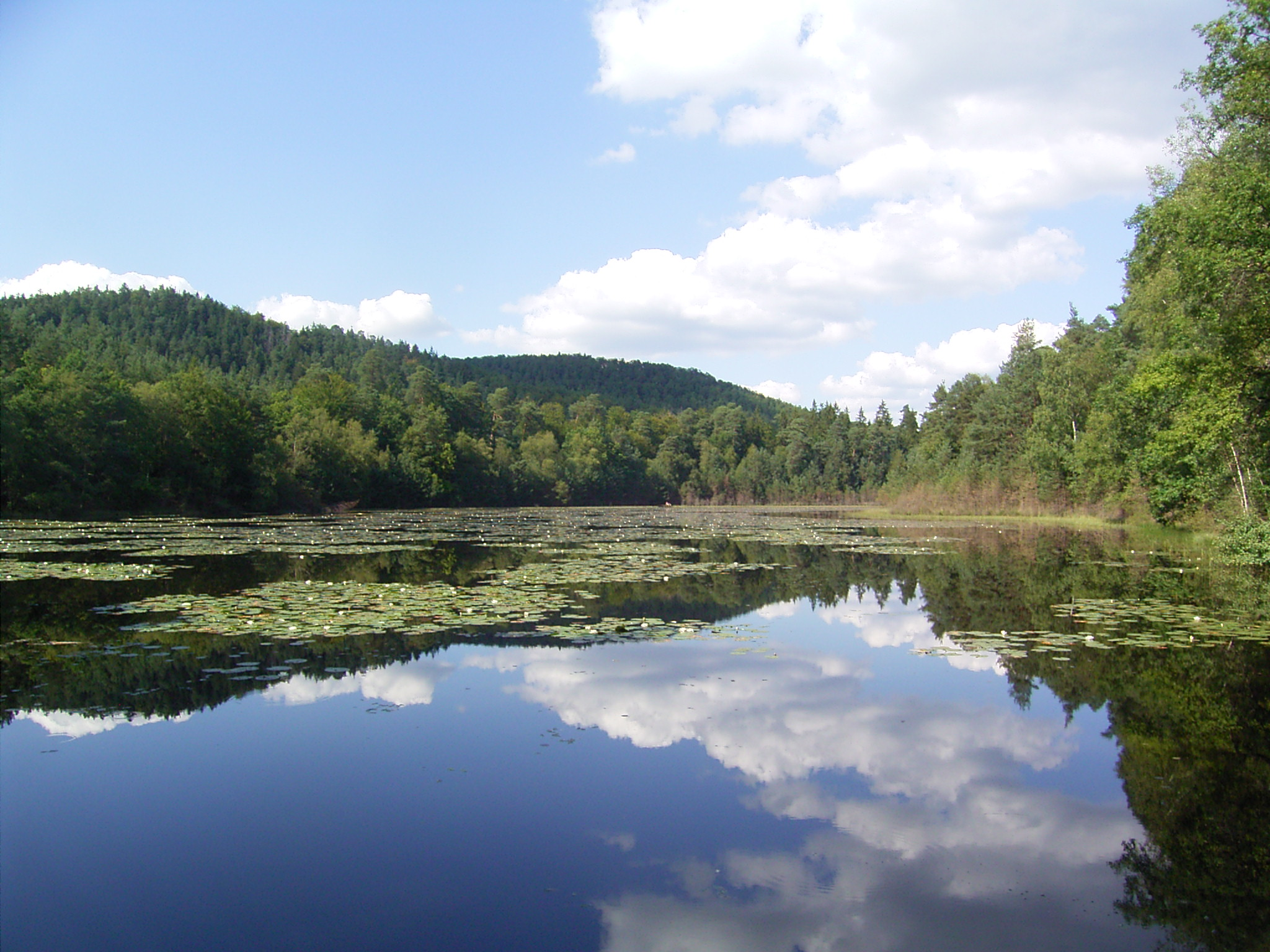
Étang du Lieschbach

Le site est tout particulièrement intéressant pour trois espèces résidentes : le Faucon pèlerin (Falco pelegrinus), la Chouette de Tengmalm (Aegolius funereus) et la Chevêchette d'Europe (Glaucidium pâsserinum). On y trouve aussi la Bondrée apivore (Pernis apivorus), le Canard colvert (Anas platyrhynchos), la Pie-grièche écorcheur (Lanius collurio) et le Martin-pêcheur d'Europe (Alcedo atthis) qui s'y reproduisent et également le Pic mar (Dendrocopos medius) et le Pic noir (Dryocopus martius). L'élégant faucon hobereau (Falco subbuteo) chasse les libellules sur les étangs.
Pour les tourbières associées à un étang, on trouve une grande diversité de libellules (20 espèces), parmi lesquelles des libellules rares comme la cordulie arctique et la leucorrhine à large queue.
Parmi les 6 espèces de reptiles, certaines fréquentent les tourbières, il s'agit de la couleuvre à collier, prédatrice de grenouilles et du lézard vivipare (Lacerta vivipara).
On compte 90 espèces d'oiseaux (50 nicheuses), 14 espèces de chiroptères, 250 espèces de papillons de nuit dans la réserve naturelle et au total 510 taxons faunistiques.

## Intérêt touristique et pédagogique
De nombreux circuits de randonnée pédestre, VTT et sentiers balisés du Club vosgien sillonnent le secteur. Certains rochers sont équipés pour la pratique de l'escalade.
La tourbière de l'étang de Hanau est équipée d'un sentier circulaire interprété d'1 km.
L'étang de Schmalenthal dispose d'un observatoire à oiseaux. C'est un bâtiment ouvert au public sur demande, à proximité d'un étang dans lequel on élève des poissons d'eau douce. Inséré dans une aulnaie marécageuse, l'étang un refuge pour les oiseaux.

## Administration, Plan de gestion, règlement
La réserve est gérée par le Parc naturel régional des Vosges du Nord en partenariat avec :
- l'Office National des Forêts,
- la commune de Baerenthal, l'administration forestière de Dambach,
- S.O.S. Faucon pèlerin-lynx
- la CPEPESC[4] de Lorraine.

Pour assurer la conservation des milieux et des espèces remarquables de la réserve, les gestionnaires conçoivent et mettent en œuvre un plan de gestion écologique qui s'appuie sur une évaluation scientifique du patrimoine naturel de la réserve et de son évolution.

### Outils et statut juridique
Le décret du 15 mais 1998 n°98-380 a créé la réserve naturelle.
La plupart des sites constituant la réserve naturelle font l'objet de mesures réglementaires de protection antérieures telles que APPB, RBD, RNV.
La réserve naturelle est intégralement incluse dans une ZNIEFF de type II « Pays de Bitche ». La plupart des sites correspondent à des ZNIEFF de type I.
Le réseau Natura 2000 intervient depuis juillet 2005 sur ce site  (FR4112006), au titre de Zone de protection spéciale (ZPS).
Elle fait partie des aires centrales de la Réserve de Biosphère Transfrontalière des Vosges du Nord-Pfälzerwald (dépendant du programme MAB de l'UNESCO), c’est-à-dire, la zone d'intérêt patrimonial majeur du territoire.